# Angeville
Angeville é uma comuna francesa na região administrativa de Occitânia, no departamento de Tarn-et-Garonne. Estende-se por uma área de 8,33 km². Em 2010 a comuna tinha 251 habitantes (densidade: 30,1 hab./km²).